# Équipe de France masculine de handball au Championnat d'Europe 2012
L'équipe de France masculine de handball participe à ses 10e Championnats d'Europe lors de cette édition 2012 qui se tient en Serbie du 15 au 29 janvier 2012.
La France se fait éliminer sans pouvoir passer par des matchs de classements, et échoue donc à la 11e place du tournoi. Elle comptabilise 2 victoires, 1 nul et 3 défaites. Cette 11e place est la plus mauvaise place jamais obtenue par la France depuis la création du championnat d'Europe et la France, perd donc son titre obtenu lors de l'édition 2010.

## Qualification
La France est directement qualifiée en tant que tenante du titre.

## Matchs de préparation
La période entre le championnat du monde 2011 et le championnat d'Europe 2012 est ne comporte que des rencontres amicales. Parmi elles, la France rencontre deux fois la Serbie, deux fois l'Argentine, deux fois la Slovaquie et deux fois la Norvège. Ces matchs constituent la préparation de l'équipe en vue du championnat d'Europe. 
| No | Date            | Lieu                                                    | Adversaire | Score   | Événement                        | Buteurs pour la France |
| -- | --------------- | ------------------------------------------------------- | ---------- | ------- | -------------------------------- | --- |
| 1  | 10 mars 2011    | Arena stade couvert de Liévin Liévin                    | Serbie     | G 29-28 | Tournée de la Serbie (Amical)    | William Accambray (5), Cédric Paty (5), Nikola Karabatic (4), Xavier Barachet (4), Cédric Sorhaindo (4), Samuel Honrubia (3), Sébastien Bosquet (2), Arnaud Bingo (1), Jérôme Fernandez (1)                                                     |
| 2  | 12 mars 2011    | Park&Suites Arena Montpellier                           | Serbie     | G 37-30 | Tournée de la Serbie (Amical)    | Jérôme Fernandez (7), Samuel Honrubia (6), Luc Abalo (5), Guillaume Joli (4), Franck Junillon (3), Cédric Paty (2), Nikola Karabatic (2), Sébastien Bosquet (2), Arnaud Bingo (2), Grégoire Detrez (2), Cédric Sorhaindo (1), Didier Dinart (1) |
| 3  | 8 juin 2011     | Polideportivo municipal de Almirante Brown Buenos Aires | Argentine  | G 35-30 | Tournée en Argentine (Amical)    | Jérôme Fernandez (9), William Accambray (8), Nikola Karabatic (4), Kévynn Nyokas (3), Grégoire Detrez (3), Daniel Narcisse (2), Cédric Sorhaindo (2), Samuel Honrubia (2), Guillaume Joli (1), Cédric Paty (1)                                  |
| 4  | 10 juin 2011    | Estadio Luna Park Buenos Aires                          | Argentine  | G 34-31 | Tournée en Argentine (Amical)    | William Accambray (7), Daniel Narcisse (6), Jérôme Fernandez (5), Nikola Karabatic (5), Cédric Sorhaindo (4), Cédric Paty (3), Guillaume Joli (2), Sébastien Bosquet (1), Luka Karabatic (1)                                                    |
| 5  | 3 novembre 2011 | Palais des sports de Beaublanc Limoges                  | Slovaquie  | P 28-30 | Tournée de la Slovaquie (Amical) | Samuel Honrubia (7), Daniel Narcisse (5), Jérôme Fernandez (4), William Accambray (3), Bertrand Gille (3), Guillaume Joli (2), Xavier Barachet (2), Guillaume Gille (1), Cédric Sorhaindo (1)                                                   |
| 6  | 5 novembre 2011 | Le Palio Boulazac                                       | Slovaquie  | G 37-18 | Tournée de la Slovaquie (Amical) | Guillaume Joli (6), Jérôme Fernandez (5), William Accambray (5), Luc Abalo (5), Bertrand Gille (4), Guillaume Gille (3), Samuel Honrubia (2), Grégoire Detrez (2), Arnaud Bingo (2), Kévynn Nyokas (2), Xavier Barachet (1)                     |
| 7  | 10 janvier 2012 | Palais des sports André-Brouat Toulouse                 | Norvège    | G 35-29 | Trophée FDJ (Amical)             | Jérôme Fernandez (4), Didier Dinart (3), Xavier Barachet (3), Bertrand Gille (4), Daniel Narcisse (5), Guillaume Joli (3), Kévynn Nyokas (1), Nikola Karabatic (7), Luc Abalo (7), Michaël Guigou (1), Grégoire Detrez (4), Arnaud Bingo (4)    |
| 8  | 12 janvier 2012 | Palais omnisports de Paris-Bercy Paris                  | Norvège    | G 28-24 | Trophée FDJ (Amical)             | ? |

## Résultats

### Tour préliminaire
Pour son premier match et pour la première fois depuis le Mondial 2009, les Bleus ont perdu un match dans une compétition majeure, s'inclinant devant l'Espagne 26 à 29. Pointés du doigt après le match contre l'Espagne pour leur manque d'envie, voire un début de suffisance, les Bleus ont dominé la Russie 28 à 24 en se basant sur ce qui leur avait fait défaut 2 jours plus tôt : une présence disciplinée en défense et dans le défi physique. Mais face à la Hongrie qui avait déjà obtenu le point du match nul face à l'Espagne, les Français, incapables d'accélérer en seconde période et de se dépêtrer d'une défense hongroise multiforme portée par un Nándor Fazekas faramineux (21 arrêts à 48 % de réussite), s'inclinent face à des Hongrois sans complexes (26-23). 
Si les Bleus sont malgré tout qualifiés pour le tour principal, leur étoile de championne d'Europe décrochée en 2010 en Autriche ne tient plus qu'à un fil  puisque avec zéro point, ils doivent alors gagner leurs trois matchs et espérer un petit miracle pour se hisser en demi-finale.
|   | Équipe  | Pts | J | G | N | P | Bp | Bc | Diff |
| - | ------- | --- | - | - | - | - | -- | -- | ---- |
| 1 | Espagne | 5   | 3 | 2 | 1 | 0 | 83 | 77 | 6    |
| 2 | Hongrie | 4   | 3 | 1 | 2 | 0 | 81 | 78 | 3    |
| 3 | France  | 2   | 3 | 1 | 0 | 2 | 77 | 79 | -2   |
| 4 | Russie  | 1   | 3 | 0 | 1 | 2 | 82 | 89 | -7   |

| Date            | Équipe 1 | Score   | Équipe 2 |
| --------------- | -------- | ------- | -------- |
| 16 janvier 2012 | France   | 26 – 29 | Espagne  |
| 18 janvier 2012 | Russie   | 24 – 28 | France   |
| 20 janvier 2012 | France   | 23 – 26 | Hongrie  |

| 16 janvier 2012 18h15 | France             | 26 – 29 | Espagne         | SPENS, Novi Sad Affluence : 5 000 Arbitrage : Dinu, Din |
| 16 janvier 2012 18h15 | Jérôme Fernandez 7 | (13–15) | trois joueurs 4 | SPENS, Novi Sad Affluence : 5 000 Arbitrage : Dinu, Din |
| 16 janvier 2012 18h15 | ×3 ×2              | Rapport | ×3              | SPENS, Novi Sad Affluence : 5 000 Arbitrage : Dinu, Din |

| 18 janvier 2012 18h15 | Russie                | 24–28   | France            | SPENS, Novi Sad Affluence : 3 500 Arbitrage : Horáček, Novotný |
| 18 janvier 2012 18h15 | Mikhaïl Tchipourine 7 | (11–16) | Daniel Narcisse 6 | SPENS, Novi Sad Affluence : 3 500 Arbitrage : Horáček, Novotný |
| 18 janvier 2012 18h15 | ×3                    | Rapport | ×3 ×1             | SPENS, Novi Sad Affluence : 3 500 Arbitrage : Horáček, Novotný |

| 20 janvier 2012 20h15 | France            | 23 – 26 | Hongrie          | SPENS, Novi Sad Affluence : 6 000 Arbitrage : Nikolov, Nachevski |
| 20 janvier 2012 20h15 | Xavier Barachet 5 | (14–12) | Szabolcs Zubai 6 | SPENS, Novi Sad Affluence : 6 000 Arbitrage : Nikolov, Nachevski |
| 20 janvier 2012 20h15 | ×3 ×2             | Rapport | ×3               | SPENS, Novi Sad Affluence : 6 000 Arbitrage : Nikolov, Nachevski |

### Tour principal
Seuls les points obtenus contre les autres équipes qualifiées sont conservés : la France commence donc cette seconde phase avec 0 points.
A l'issue d'une prestation une nouvelle fois poussive et laborieuse, menée d'un but à la mi-temps (14-15), l'équipe de France réussit à s'imposer 28 à 26 face à la Slovénie, en tremblant jusqu'au bout. Face à leur éternel rival, la Croatie, les choses étaient extrêmement claires pour les Bleus : une victoire sinon rien ! Après une première période pleine d'espoirs (12-11 pour la France) et alors qu'elle mène toujours d'un but à la 39e minute (17-16), les Bleus retombent dans leurs travers et encaissent un lourd 3 à 10 (20-26, 54e minute) pour terminer à -7 (22-29). Il n'y aura pas eu de miracle et comme un symbole, le dernier match face à l'Islande se conclut tristement par un match nul 29 partout et la dernière place du groupe. La France est éliminée de la compétition.
|   | Équipe   | Pts | J | G | N | P | Bp  | Bc  | Diff |
| - | -------- | --- | - | - | - | - | --- | --- | ---- |
| 1 | Espagne  | 9   | 5 | 4 | 1 | 0 | 143 | 130 | 13   |
| 2 | Croatie  | 7   | 3 | 3 | 1 | 1 | 137 | 128 | 9    |
| 3 | Slovénie | 4   | 5 | 2 | 0 | 3 | 153 | 156 | -3   |
| 4 | Hongrie  | 4   | 5 | 1 | 2 | 2 | 125 | 130 | -5   |
| 5 | Islande  | 3   | 5 | 1 | 1 | 3 | 143 | 146 | -3   |
| 6 | France   | 3   | 5 | 1 | 1 | 3 | 128 | 139 | -11  |

| Date                   | Équipe 1 | Score   | Équipe 2 |
| ---------------------- | -------- | ------- | -------- |
| 22 janvier 2012, 18h10 | France   | 28 – 26 | Slovénie |
| 24 janvier 2012, 18h10 | France   | 22 – 29 | Croatie  |
| 25 janvier 2012, 16h10 | France   | 29 – 29 | Islande  |

| 22 janvier 2012 18h10 | France            | 28 – 26 | Slovénie      | SPENS, Novi Sad Affluence : 4 700 Arbitrage : Dinu, Din |
| 22 janvier 2012 18h10 | Xavier Barachet 6 | (14–15) | Luka Žvižej 6 | SPENS, Novi Sad Affluence : 4 700 Arbitrage : Dinu, Din |
| 22 janvier 2012 18h10 | ×3                | Rapport | ×3 ×7         | SPENS, Novi Sad Affluence : 4 700 Arbitrage : Dinu, Din |

| 24 janvier 2012 18h10 | France                | 22 – 29 | Croatie          | SPENS, Novi Sad Affluence : 7 500 Arbitrage : Abrahamsen, Kristiansen |
| 24 janvier 2012 18h10 | Fernandez, Barachet 4 | (12–11) | Kopljar, Čupić 7 | SPENS, Novi Sad Affluence : 7 500 Arbitrage : Abrahamsen, Kristiansen |
| 24 janvier 2012 18h10 | ×3 ×2                 | Rapport | ×3               | SPENS, Novi Sad Affluence : 7 500 Arbitrage : Abrahamsen, Kristiansen |

| 25 janvier 2012 16h10 | France               | 29 – 29 | Islande                   | SPENS, Novi Sad Affluence : 2 800 Arbitrage : Nikolić, Stojković |
| 25 janvier 2012 16h10 | William Accambray 10 | (11–15) | Guðjón Valur Sigurðsson 5 | SPENS, Novi Sad Affluence : 2 800 Arbitrage : Nikolić, Stojković |
| 25 janvier 2012 16h10 | ×3 ×2                | Rapport | ×3 ×1                     | SPENS, Novi Sad Affluence : 2 800 Arbitrage : Nikolić, Stojković |

## Statistiques

### Équipe-type
Aucun français n’apparaît dans l'équipe-type de la compétition,.

### Buteurs
Aucun français n’apparaît parmi les 10 meilleurs buteurs de la compétition. Avec 21 buts marqués sur 42 tentatives, Jérôme Fernandez est le meilleur buteur de l'équipe de France et le 29e meilleur buteur de la compétition.
| Rang  | Joueur            | Tot. | Tirs | %      | Ch. | 7m | MJ | Moy. | Carton jaune | Suspension | Carton rouge | Temps de jeu    |
| ----- | ----------------- | ---- | ---- | ------ | --- | -- | -- | ---- | ------------ | ---------- | ------------ | --------------- |
| 1     | Jérôme Fernandez  | 21   | 42   | 50,0 % | 17  | 4  | 6  | 3,5  | 2            | 1          | 0            | 3 h 26 min 51 s |
| 2     | Xavier Barachet   | 20   | 37   | 54,1 % | 20  | 0  | 6  | 3,3  | 4            | 2          | 0            | 3 h 50 min 37 s |
| 3     | Luc Abalo         | 18   | 32   | 56,3 % | 18  | 0  | 6  | 3,0  | 3            | 0          | 0            | 5 h 3 min 20 s  |
| 4     | Bertrand Gille    | 16   | 22   | 72,7 % | 16  | 0  | 6  | 2,7  | 1            | 0          | 0            | 3 h 31 min 56 s |
| 5     | Daniel Narcisse   | 16   | 39   | 41,0 % | 16  | 0  | 6  | 2,7  | 1            | 1          | 0            | 3 h 16 min 20 s |
| 6     | Guillaume Joli    | 13   | 18   | 72,2 % | 1   | 12 | 6  | 2,2  | 0            | 0          | 0            | 1 h 5 min 23 s  |
| 7     | William Accambray | 13   | 22   | 59,1 % | 13  | 0  | 6  | 2,2  | 0            | 1          | 0            | 1 h 20 min 58 s |
| 8     | Arnaud Bingo      | 12   | 19   | 63,2 % | 12  | 0  | 6  | 2,0  | 2            | 2          | 0            | 3 h 33 min 0 s  |
| 9     | Nikola Karabatic  | 9    | 34   | 26,5 % | 9   | 0  | 6  | 1,5  | 1            | 2          | 0            | 3 h 13 min 56 s |
| 10    | Samuel Honrubia   | 4    | 5    | 80,0 % | 3   | 1  | 4  | 1,0  | 0            | 0          | 0            | 1 h 16 min 25 s |
| 11    | Cédric Sorhaindo  | 4    | 5    | 80,0 % | 4   | 0  | 3  | 1,3  | 0            | 1          | 0            | 1 h 11 min 56 s |
| 12    | Michaël Guigou    | 4    | 5    | 80,0 % | 2   | 2  | 2  | 2,0  | 0            | 0          | 0            | 1 h 8 min 56 s  |
| 13    | Grégoire Detrez   | 4    | 4    | 100 %  | 4   | 0  | 6  | 0,7  | 0            | 0          | 0            | 0 h 21 min 26 s |
| 14    | Didier Dinart     | 1    | 1    | 100 %  | 1   | 0  | 6  | 0,2  | 4            | 2          | 0            | 2 h 36 min 26 s |
| 15    | Guillaume Gille   | 1    | 6    | 16,7 % | 1   | 0  | 6  | 0,2  | 0            | 0          | 0            | 1 h 2 min 30 s  |
| Total | Total             | 156  | 291  | 53,6 % | 137 | 19 | 6  | 26   | 21*          | 12         | 0            | -               |

* dont 3 cartons jaunes pour le banc français.

### Gardiens de but
Aucun français n’apparaît parmi les 10 meilleurs gardiens de la compétition. Avec 31 % d'arrêts (69 arrêts sur 224 tirs), Thierry Omeyer est le meilleur gardien de l'équipe de France et le 15e meilleur gardien de la compétition.
| Rang  | Nom             | %      | Arrêts | Tirs | MJ | Moy. | Temps de jeu    |
| ----- | --------------- | ------ | ------ | ---- | -- | ---- | --------------- |
| 1     | Thierry Omeyer  | 30,8 % | 69     | 224  | 6  | 11,5 | 5 h 46 min 32 s |
| 2     | Daouda Karaboué | 27,3 % | 3      | 11   | 6  | 0,5  | 0 h 13 min 28 s |
| Total | Total           | 30,6 % | 72     | 235  | 6  | 12,0 | 6 h 0 min 0 s   |

## Navigation